# Вдовиченко, Степан
Степан Вдовиченко (укр. Степан Вдовиченко) — наказной гетман Левобережной Украины в 1668 году, после убийства Ивана Брюховецкого до избрания Демьяна Многогрешного.

## Биография
Достоверных данных о дате рождения и смерти Вдовиченко — не имеется.
Был казацким старшиной, генеральным писарем в Войска Запорожского.
В конце сентября 1668 года запорожцы объявили его своим гетманом.
Затем, не желая участвовать в сложных гетманских функциях, он вернулся к должности писаря.
Позже собрал войско — до шести тысяч всадников и трёх тысяч пехотинцев, выйдя в авантюрный поход на Перекоп. Был схвачен Иваном Самойловичем и выдан воеводе Ромодановскому. Дальнейшая его судьба неизвестна.